# Lum Zhaveli
Lum Zhaveli (ur. 5 marca 1990 w Prisztinie) – kosowski pływak. Olimpijczyk.
W 2015 roku Zhaveli wziął udział w mistrzostwach świata, gdzie zajął 59. pozycję w konkurencji 50 m stylem klasycznym i 74. miejsce w konkurencji 50 m stylem dowolnym. Rok później wystartował w mistrzostwach Europy – na 50 m stylem klasycznym był 49., na 50 m stylem motylkowym zajął 61. pozycję, a na 50 m stylem dowolnym uplasował się na 69. miejscu. W 2016 roku znalazł się także w składzie reprezentacji Kosowa na Letnie Igrzyska Olimpijskie 2016, gdzie wystartował w konkurencji 50 m stylem dowolnym, zajmując w eliminacjach 57. miejsce.
Mistrz i wielokrotny rekordzista Kosowa.